# NGC 1301
NGC 1301 је спирална галаксија у сазвежђу Еридан која се налази на NGC листи објеката дубоког неба.
Деклинација објекта је - 18° 42' 57" а ректасцензија 3h 20m 35,4s. Привидна величина (магнитуда) објекта NGC 1301 износи 13,3 а фотографска магнитуда 14,1. Налази се на удаљености од 52,387 милиона парсека од Сунца. NGC 1301 је још познат и под ознакама ESO 547-32, MCG -3-9-22, IRAS 03183-1853, PGC 12521.